# Яновское водохранилище (Украина)
Яновское водохранилище — водохранилище на реке Миусик (Азовское море) в Антрацитовском районе Луганской области. Построено 1950 году для водоснабжения города Красный Луч.
Площадь 76 га; 3,5 км длины и до 0,35 км ширины, средняя глубина 4,6 м.
Песчаных пляжей для отдыха нет, побережья представляют собой сплошные каменистые гряды и гравелистые суглинки. На водоеме селятся лебеди, цапли, чернети.